# Монтефалко
Монтефа̀лко (на италиански: Montefalco) е градче и община в Централна Италия, провинция Перуджа, регион Умбрия. Разположено е на 472 m надморска височина. Населението на общината е 5747 души (към 2010 г.).